# Pellaea rufa
Pellaea rufa är en kantbräkenväxtart som beskrevs av A. F. Tryon. Pellaea rufa ingår i släktet Pellaea och familjen Pteridaceae. Inga underarter finns listade.